# Елон Лінденштраус
Елон Лінденштраус (івр. אילון לינדנשטראוס; 1 серпня 1970, Єрусалим, Ізраїль) — ізраїльський математик, лауреат премії Філдса 2010 року.

## Біографія
Народився 1970 року в Єрусалимі в сім'ї відомого математика Йорама Лінденштрауса. В 1988 році став бронзовим призером Міжнародної математичної олімпіади (Канберра, Австралія). Закінчив Єврейський університет в Єрусалимі, здобув науковий ступінь доктора філософії (PhD) в 1999 році (тема Властивості ентропії динамічних систем). Працював в американських університетах: Стенфордському, Принстонському (з 2004 — професор), а також у Математичному інституті Клея (2003–2005). З 2009 року — знову в Ізраїлі, професор Єврейського університету.

## Наукова робота
Лінденштраус працює в галузі динаміки, переважно в ергодичній теорії та її застосуванні в теорії чисел, разом з Анатолієм Катком та Манфредом Айнзідлером зробив певні просування в доведенні гіпотези Літтлвуда.
Останнім часом з Айнзідлером, Мішелем та Акшаєм Венкатешем він вивчав розподіл тороїдальних періодичних орбіт у деяких арифметичних просторах, узагальнюючи теореми Мінковського та Лінника.

## Нагороди та визнання
- член Ізраїльської академії природничих і гуманітарних наук
- член Європейської Академії
- 1988:бронзова медаль на Міжнародній математичній олімпіаді
- 2001:Блюменталівська премія
- 2003:премія Салема (разом з Каннаном Соундарараяном).
- 2004:Премія Європейського математичного товариства
- 2008:пам'ятна нагорода Майкла Бруно
- 2009:премія Ердеша[de]
- 2009:премія Ферма
- 2010:стає першим ізраїльським математиком, нагородженим Премією Філдса, за результати по жорсткості відносно мір в ергодичній теорії, та їх застосування в теорії чисел.[5]